# Збройні сили Пакистану
Пакиста́нські збройні си́ли (урду پاک مسلح افواج) — військова організація Ісламської Республіки Пакистан, призначена для оборони Республіки, захисту свободи й незалежності Пакистану, одне з найважливіших знарядь політичної влади. Збройні сили Пакистану займають 7 місце у світі за чисельністю. Пакистанські збройні сили було утворено після того, як країна здобула незалежність від Британської імперії 1947 року.
З моменту набуття незалежності збройні сили Пакистану брали участь у 4 війнах із сусідньою Індією та в прикордонному конфлікті з Афганістаном. Пакистанські дивізії та бригади були присутніми у деяких арабських країнах під час арабо-ізраїльських війн, а також брали участь у збройних діях на боці коаліції в першій війні у Перській затоці. Нині тривають бої проти талібів на північному заході Пакистану. В цьому регіоні проводились крупні військові операції, такі як Взяття Вани і Наступ в Оракзаї.
Окрім конфліктів, збройні сили Пакистану беруть активну участь у місіях ООН та відіграли важливу роль у порятунку американських солдат із Могадишо 1993 року.
Президент Пакистану є верховним головнокомандувачем збройних сил Пакистану.

## Організаційна структура
- Сухопутні війська Пакистану
  - Пакистанський спецназ, чисельність близько 2100 ос. (3 батальйони).[6]
  - 2 бронетанкові дивізії.[7]
  - 19 механізованих/піхотних дивізій.[7]
  - 7 окремих бронетанкових бригад.[7]
  - 6 окремих механізованих/піхотних дивізій.[7]
  - 9 артилерійських бригад.[7]
  - 7 інженерних бригад.[7]

### Військові з'єднання
- Корпуси: корпус у сухопутних війська Пакистану складається з двох та більше дивізій. Ним командує генерал-лейтенант. Нині пакистанська армія налічує 9 корпусів.
- Дивізії: кожна дивізія знаходиться під командуванням генерал-майора та має у своєму складі три бригади. Піхота, артилерія, сапери та підрозділи зв'язку йдуть у доповнення до логістики (постачання й обслуговування) з метою забезпечення незалежної діяльності. За винятком дивізій, що діють у горах, всі дивізії мають, принаймні, одну танкову частину, деякі з них навіть більше — залежно від роду їхньої діяльності. Піхотна дивізія — найбільша за чисельністю. До складу дивізії, як правило, входять три піхотні бригади. Разом у сухопутних військах Пакистану є 19 піхотних дивізій, дві бронетанкові та 1 артилерійська дивізія.
- Бригади: бригада перебуває під командуванням бригадного генерала і складається з 3-х чи більше батальйонів різних родів військ. Окрема бригада складається з артилерійських, піхотних, механізованих підрозділів та підрозділів підтримки й забезпечення. Така бригада не може бути частиною дивізії та перебуває під безпосереднім командуванням корпусу.
- Полки: кожним полком командує полковник і має у своєму складі приблизно від 600 до 900 солдат. Ця цифра змінюється залежно від роду діяльності полку. Полк складається з трьох або чотирьох батарей, кожною з яких командує майор і складається з окремих підрозділів (які у свою чергу поділяються на взводи та дружини).[8]

### Роди військ
- Бронетанковий корпус[9]
- Артилерія[9]
- Армійська ППО[9]
- Інженерія[9]
- Армійський авіакорпус[9]
- Піхота[9]
  - Панджабський полк[9]
  - Белудзький полк[9]
  - Полк прикордонних сил[9]
  - Полк Вільного Кашміру[9]
  - Сіндський полк[9]
  - Північний легкопіхотний полк[9]

- Військово-морські сили Пакистану

Пакистанський флот налічує близько 24000 чоловік персоналу і ще 5000 перебувають у резерві. ВМС включають до свого складу невеликий відділ військово-морської авіації 2-тисячний загін воєнізованої берегової охорони, який захищає виняткову економічну зону Пакистану. ВМС включають до свого складу також Групу спеціального призначення командос, а також підрозділ морської піхоти, які розміщуються в місті Карачі. Бійці спецназу та морські піхотинці разом налічують близько 2000 особового складу. Пакистанський флот, останнім часом, почав задіяти жінок на бойових позиціях та на адміністративних посадах, ставши одним з небагатьох флотів ісламських республік, які пішли на це.
- Військово-повітряні сили Пакистану

У ВПС служать 65000 солдат та офіцерів (включаючи 3000 пілотів). Є близько 925 бойових, транспортних та навчальних літаків.
- Берегова охорона Пакистану

На чолі батальйонів берегової охорони стоять офіцери у званні підполковників, прикомандировані з армії. Батальйони дислокуються у таких містах:
- 1-й батальйон, Утхал
- 2-й батальйон, Корангі
- 3-й батальйон, Гвадар
- 4-й батальйон, Пасні

## Законодавство про збройні сили
Відповідно до конституції Пакистану армія відповідає за проведення військових операцій. Глава 2, частина XII конституції таким чином визначає мету і призначення збройних сил:
- Під управлінням федерального уряду збройні сили мають захищати Пакистан від зовнішньої агресії чи загрози війни.
- За необхідності, збройні сили Пакистану зобов'язані надати допомогу цивільній владі в межах правових норм.

## Історія

### 1947–1958
Після розподілу Британської Індії Пакистан отримав шість танкових, вісім артилерійських і вісім піхотних полків, Індія ж отримала 12 танкових, 40 артилерійських і 21 піхотний полк. Остерігаючись, що Індія захопить Кашмір — іррегулярні сили кашмірців: скаути й племінні групи виступили проти Магараджі Кашміру 1947 року. Це призвело до індо-пакистанської війни 1947 року. Регулярні частини збройних сил Пакистану почали брати участь у конфлікті пізніше, але були зупинені після того, як начальник штабу Армії, британський офіцер Френк Мессерві, відмовився підкорятись наказам пакистанського лідера Джинни. Після припинення вогню до конфлікту втрутилась ООН. Пакистан зайняв північно-західну частину Кашміру, а Індія всі решту.
У травні 1954 року в Карачі між США і Пакистаном було підписано двосторонню угоду про військову допомогу.
У 1950-х роках після підписання зі Сполученими Штатами та Великою Британією двох угод про взаємну оборону збройні сили Пакистану отримали значні обсяги військової та економічної допомоги.
1954 року Пакистан вступив у блок під назвою Багдадський пакт, який згодом отримав назву Організація центрального договору. Також Пакистан вступив до Організації договору Південно-Східної Азії.

### 1958–1969
Вперше збройні сили захопили владу в Пакистані 1958 року, коли генерал Айюб Хан прийшов до влади в результаті безкровного перевороту. Напруженість у стосунках з Індією тривала й у 1960-х, коли почали відбуватись перестрілки на кордоні. 1965 року Пакистан розпочав Операцію Гібралтар, це була спроба захопити Кашмір, яка за підсумком вилилась у Індо-пакистанську війну 1965 року. Після того, як збройні сили Пакистану проникли на територію сусідньої держави, Індія почала масштабний контрнаступ і в результаті тритижневих боїв втрутилась ООН. Між Індією та Пакистаном була підписана Ташкентська декларація, в результаті війни не відбулось жодних територіальних змін.
1969 року сталось повстання проти генерала Айюб Хана, в результаті останній залишив свій пост пост президента на користь генерала Яхья Хана.

### 1969–1977
За часів правління генерала Яхья Хана бенгальський народ Східного Пакистану протестував проти різних політичних та економічних умов, які були встановлені для них Західним Пакистаном. Зрештою у Східному Пакистані спалахнули масові громадянські заворушення. Хоча збройні сили намагались придушити повстання і припинити убивства кількох десятків тисяч громадян бенгальськими повстанцями, проте кількість інцидентів, пов'язаних із порушеннями прав людини, не зменшувалась. Індія надала допомогу борцям за незалежність Бангладеш і здійснила вторгнення до Східного Пакистану у грудні 1971 року. Положення пакистанських військовиків у Східному Пакистані було вкрай важким, 16 грудня 1971 року близько 90 тисяч солдат і державних службовців Західного Пакистану здались у полон Індійській Армії. Серед них було близько 55 тисяч військовослужбовців та близько 35 тисяч державних і цивільних службовців. Східний Пакистан відколовся від Західного, і став незалежною державою під назвою Народна Республіка Бангладеш.

### 1977–1999

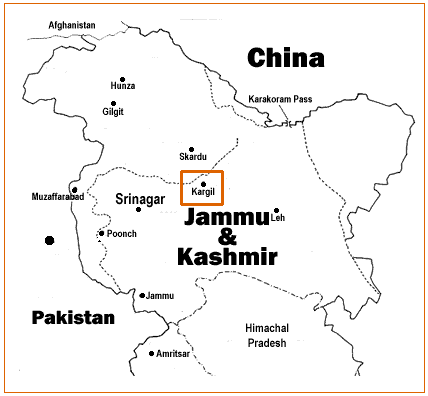
Каргіл

1977 року збройні сили Пакистану здійснили ще один державний переворот і до влади прийшов генерал Мухаммед Зія-уль-Хак. Зульфікар Алі Бхутто був визнаний винним в убивстві політика на ім'я Касурі. Зрештою Зульфікара повісили, а його дочку Беназір посадили до в'язниці. Зія-уль-Хак не дотримався своєї обіцянки щодо проведення демократичних виборів упродовж 90 днів, і керував країною як військовий диктатор до самої своєї смерті в авіакатастрофі 1988 року.
Збройні сили Пакистану також допомогли уряду Саудівської Аравії у відновленні контролю над Кааба за допомогою французьких командос. Також пакистанці допомогли саудитам відбити у повстанців мечеть, в ході боїв було вбито 250 терористів і 600 було поранено. Пакистанці взяли участь у цій операції після того, як Саудівська Аравія провалила штурм власними силами, втративши 127 солдат.
В середині 1970-х років збройні сили Пакистану брали участь у боротьбі з повстанням в Белуджистані. Різні угрупування белуджів прагнули незалежності або принаймні більшої автономії в Пакистані. Проти сепаратистів було розпочато воєнні дії за наказом уряду Зульфікара Бхутто, але збройні сили зазнали чималих втрат. Коли Бхутто було усунуто, повстання було остаточно придушено і провінція повернулась до нормального життя.
1981 року США надали Пакистану військово-економічну допомогу в обсязі 3,2 млрд доларів.

### 1999 — теперішній час

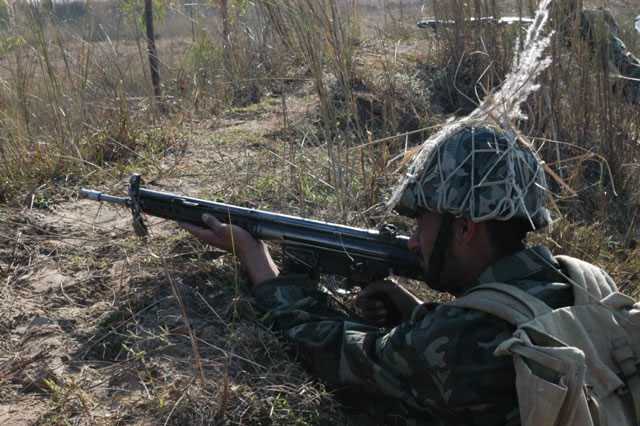
Пакистанський солдат

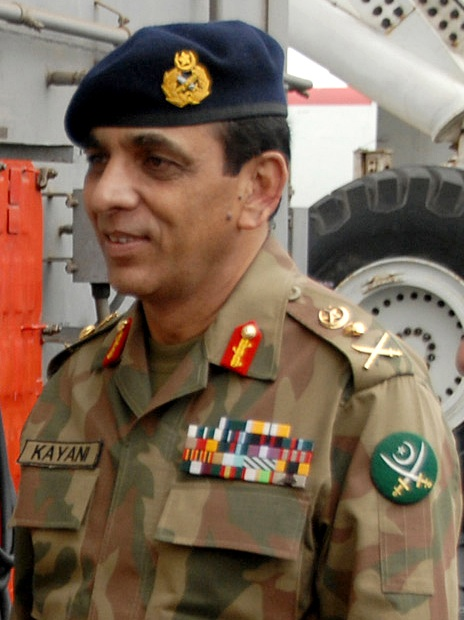
Генерал Ашфак Парвез Кайані

У жовтні 1999 року збройні сили Пакистану, вже вчетверте у своїй історії, скинули демократично обраний уряд. Це потягнуло за собою додаткові економічні санкції відносно до Пакистану. В результаті безкровного перевороту до влади прийшов генерал Первез Мушарраф. Мушарраф пішов з посту президента в серпні 2008 року. 30 липня 2009 року Верховний суд Пакистану постановив, що запровадження генералом Мушаррафом режиму надзвичайного стану 2007 року, було неконституційним.
Після 11 вересня 2001 року Пакистан приєднався до очолюваної США війни з терором і допоміг збройним силам Сполучених Штатів у боротьбі з «Талібаном» — негайно відрядивши 72 000 солдат на західний кордон Пакистану з метою взяти у полон чи ліквідувати бойовиків Талібану й Аль-Каїди, які втекли з Афганістану.
На північно-західному фронті Пакистан тримав гарнізон військ на військових базах і фортах в районах проживання племен. У травні 2004 року відбулись сутички між пакистанськими військами та Аль-Каїдою, до якої приєднались інші бойовики з числа місцевих жителів. Тим не менше, наступ Пакистану проти талібів у Вазиристані було погано скоординовано і збройні сили зазнали значних втрат, до того ж Пакистан не форсував події й надавав слабку фінансову підтримку наступу.
Війна з Талібаном залишалась позиційною до 2009 року. Тоді пакистанська армія перейшла у фазу активного наступу й він дав свої плоди. Таліби залишали один укріплений форт за іншим і зазнавали важких втрат. 30-тисячне угрупування збройних сил висунулось у трьох напрямках на Південний Вазиристан. Таліби виявились неспроможними протистояти пакистанцям і програли битву за цей регіон. Південний Вазиристан повернувся до конституційного поля країни. У березні 2010 року почались важкі бої за іншу повсталу провінцію — Оракзай. Талібан втратив уже понад 2000 бойовиків і відступив з Оракзаї в бік останньої частини своєї самопроголошеної держави — Північного Вазиристану. Нині збройні сили Пакистану намагаються вибити талібів з усієї території Пакистану.
У Белуджистані 2005 року відбулись невеликі сутички між сепаратистами і військами Пакистану. Белуджі та їхній вождь Наваб Акбар Бугті вимагали більшої автономії для Белуджистану, більшої компенсації за ресурси, які використовує Пакистан і критикували уряд за відсутність фінансування регіону. В результаті спецоперацій пакистанського спецназу практично всі лідери белуджів були знищені, нині конфлікт не має загострень, збройні сутички є вкрай рідкими.

## Воєнізовані формування
- Національна гвардія Пакистану — 185.000[7]
- Прикордонний корпус — 80 000[7]
- Пакистанські рейнджери — 35 000[7]

## Техніка та озброєння сухопутних військ

### Стрілецька зброя

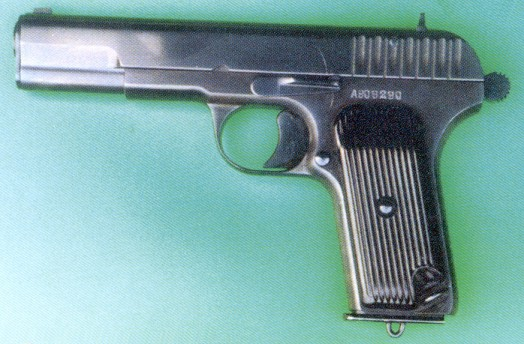
Пістолет ТТ

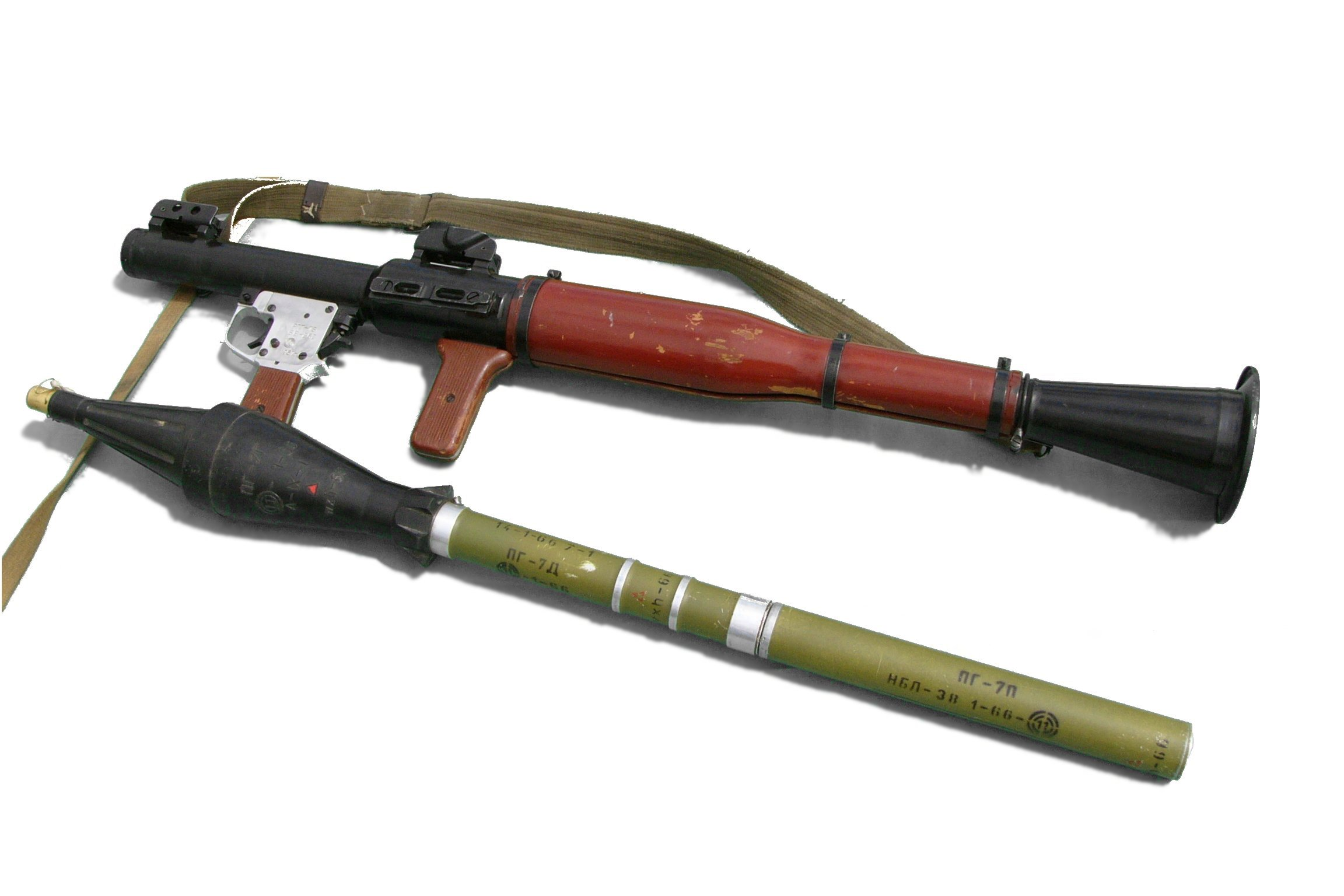
РПГ-7

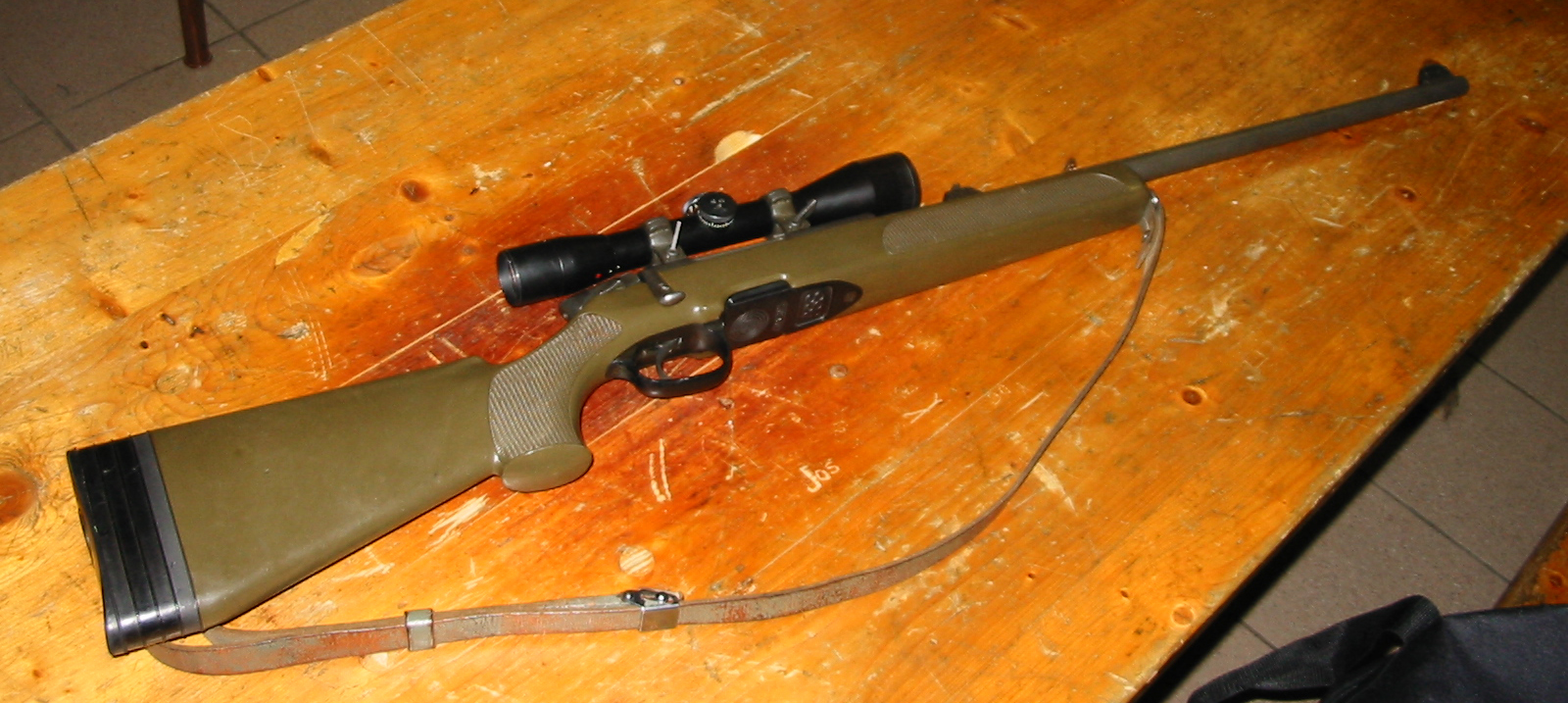
Steyr SSG69

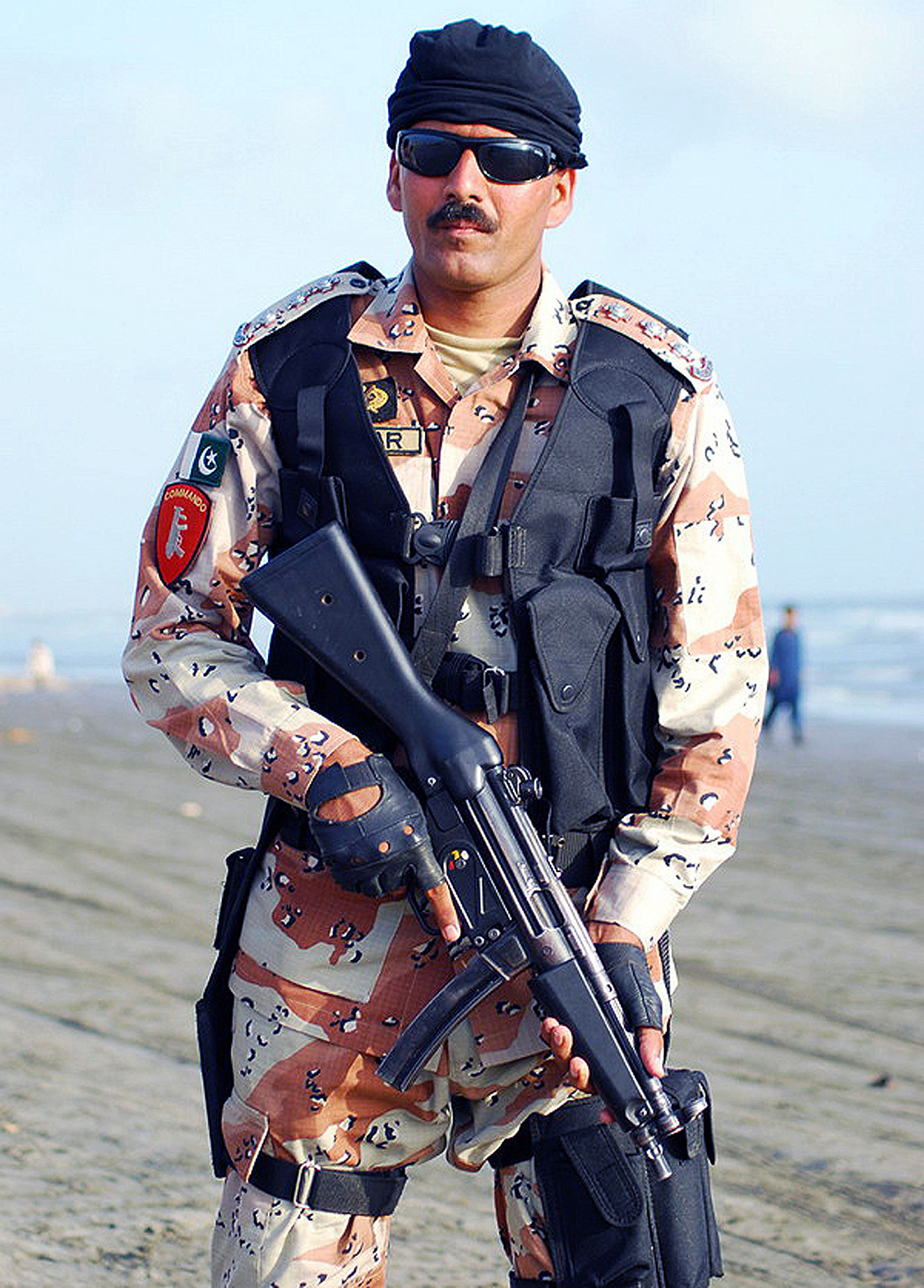
Пакистанський рейнджер з MP5

| Зброя                         | Примітки                              |           |           |
| Пістолети                     | Пістолети                             | Пістолети | Пістолети |
| ----------------------------- | ------------------------------------- | --------- | --------- |
| Glock 17                      |                                       |           |           |
| Glock 26                      |                                       |           |           |
| HK P7                         |                                       |           |           |
| ТТ                            |                                       |           |           |
| Пістолет-кулемети й карабіни: |                                       |           |           |
| Heckler & Koch MP5            | Випускається Пакистаном за ліцензією. |           |           |
| FN P90                        |                                       |           |           |
| Автомати                      |                                       |           |           |
| Type 56                       | Китайський автомат на базі АКМ.       |           |           |
| АК-101                        |                                       |           |           |
| АК-103                        |                                       |           |           |
| FN F2000                      |                                       |           |           |
| M4                            |                                       |           |           |
| Гвинтівки                     |                                       |           |           |
| Heckler & Koch G3             |                                       |           |           |
| Гранати                       |                                       |           |           |
| M67 grenade                   |                                       |           |           |
| Снайперські гвинтівки         |                                       |           |           |
| HK PSG1                       | [ 26 ]                                |           |           |
| Barrett M82                   |                                       |           |           |
| SSG69                         | [ 26 ]                                |           |           |
| IST Істіглал                  |                                       |           |           |
| Кулемети                      |                                       |           |           |
| FN MAG                        |                                       |           |           |
| FN Minimi                     |                                       |           |           |
| MG3                           | Випускається Пакистаном за ліцензією. |           |           |
| РПД                           |                                       |           |           |
| Гранатомети                   |                                       |           |           |
| Carl Gustaf M2                |                                       |           |           |
| Mk 19 grenade launcher        |                                       |           |           |
| РПГ-7                         | Випускається Пакистаном за ліцензією. |           |           |
| РПГ-29                        |                                       |           |           |
| РПГ-2                         |                                       |           |           |

### Бронетехніка
| Бронетехніка на озброєнні сухопутних військ Пакистану |                       |                   |              |                |                        |           |                                                                |
| Найменування                                          | Тип                   | Країна- виробник  | Роки випуску | На озброєнні з | Кількість на озброєнні | Станом на | Примітки                                                       |
| Танки                                                 |                       |                   |              |                |                        |           |                                                                |
| «Аль-Халід»                                           | основний бойовий танк | /                 |              |                | 45                     | 2010      | Al Khalid II — з часом стане основним бойовим танком Пакистану |
| Т-80УД                                                | основний бойовий танк | Україна           |              |                | 320                    | 2010      | Закуплені у період між 1997 і 2002 роками                      |
| Тип 85-IIAP / Тип 85-III                              | основний бойовий танк | КНР               |              |                | 275+                   | 2010      |                                                                |
| «Аль-Заррар»                                          | середній танк         | Пакистан          |              |                | 400                    | 2010      | Модернізація танків Тип 59                                     |
| Тип 69-II                                             | середній танк         | /                 |              |                | 400                    | 2010      | Вироблявся Пакистаном за ліцензією                             |
| Тип 63                                                | легкий плаваючий танк | КНР               |              |                | 50                     |           |                                                                |
| Тип 59                                                | середній танк         | КНР               |              |                | 1100                   | 2010      | Всі у резерві/на консервації                                   |
| Т-54/55                                               | середній танк         | СРСР              |              |                | 51                     | 2010      | 1300 в резерві/на консервації                                  |
| M48A5                                                 | середній танк         | США               |              |                | 270                    | 2010      | Всі в резерві/на консервації                                   |
| - Т-80 - Тип 85 - «Аль-Заррар» - Тип 69-II            |                       |                   |              |                |                        |           |                                                                |
| Бойові машини піхоти та бронетранспортери             |                       |                   |              |                |                        |           |                                                                |
| «Аль-Хамза»                                           | бойова машина піхоти  | Пакистан          |              |                | немає даних            |           |                                                                |
| «Аль-Фахд»                                            | бойова машина піхоти  | Саудівська Аравія |              |                | немає даних            |           |                                                                |
| M113                                                  | бронетранспортер      | США               |              |                | 1100                   | 2010      |                                                                |
| «Талха» / «Саад»                                      | бронетранспортер      | Пакистан          |              |                | 2000                   | 2010      |                                                                |
| БТР-70                                                | бронетранспортер      | СРСР              |              |                | 120                    | 2010      |                                                                |
| UR-416                                                | бронетранспортер      | Німеччина         |              |                | 46                     | 2010      |                                                                |
| - M113 - БТР-70 - UR-416                              |                       |                   |              |                |                        |           |                                                                |

### Протитанкові ракетні комплекси
- —  NORINCO Red Arrow 8[37]
- BGM-71 TOW[38]
- MILAN[39]

### Артилерія

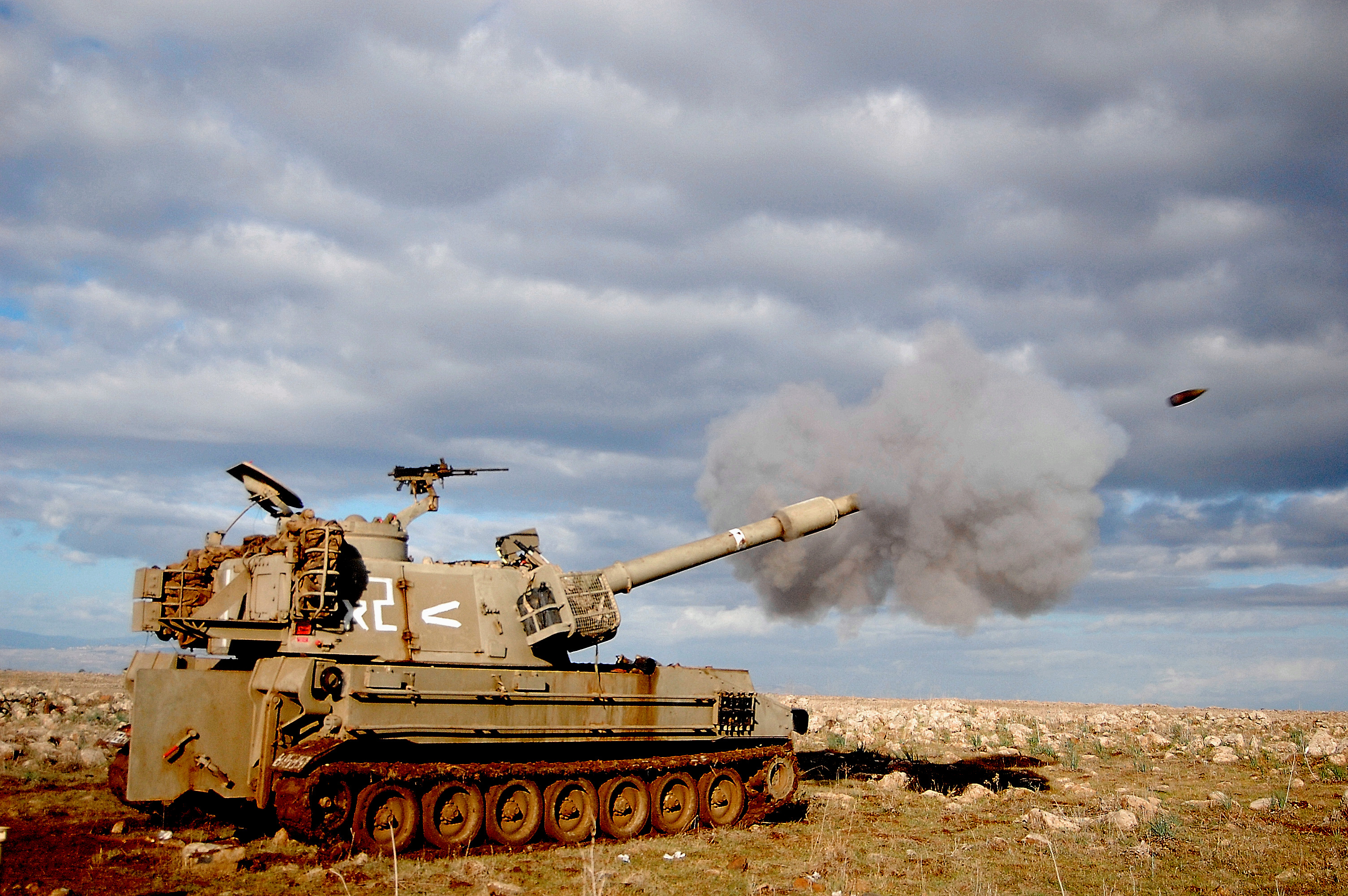
M109 (САУ)

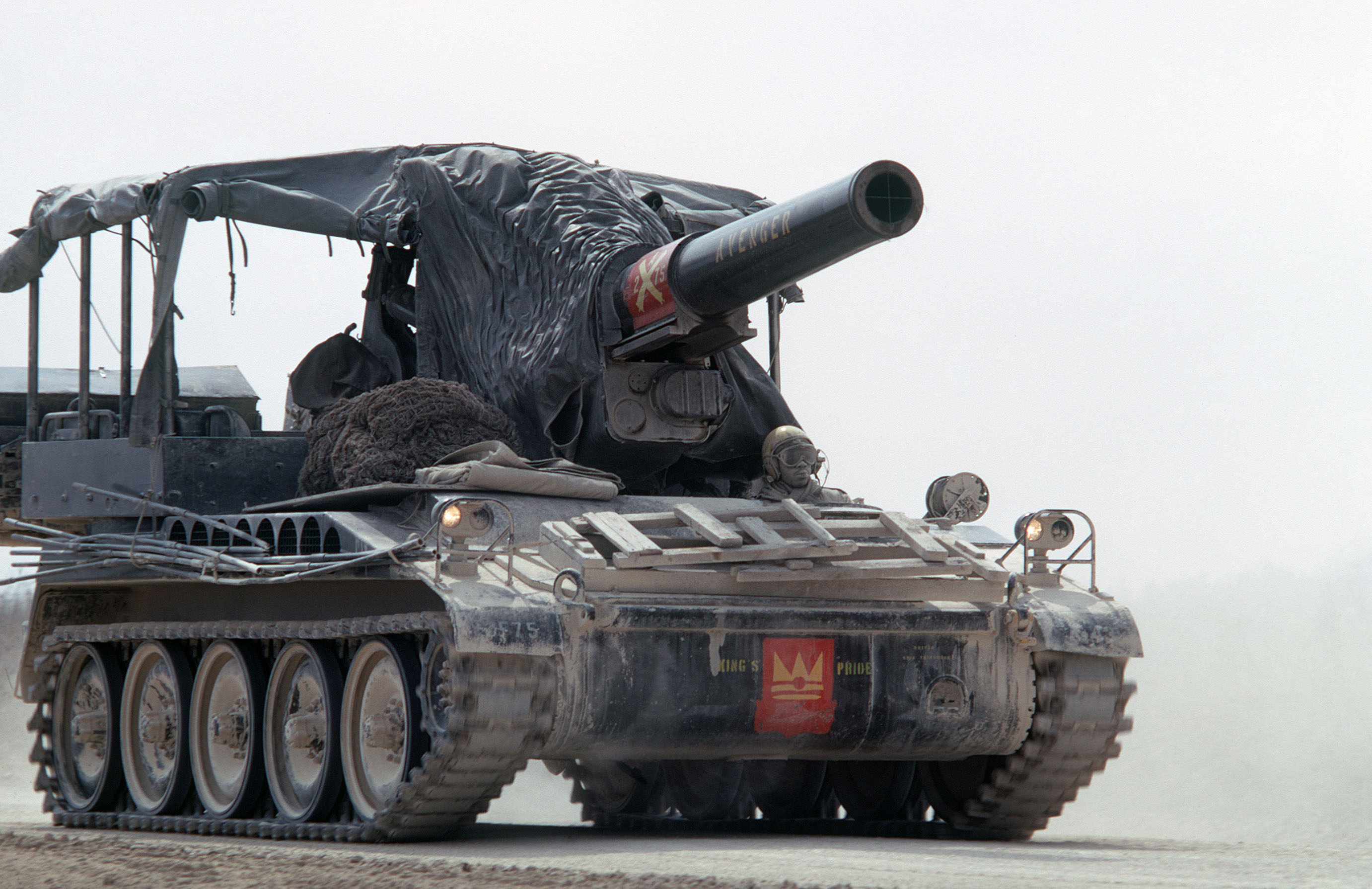
M110 Howitzer

| Назва                             | Калібр              | Кількість у строю   | Примітки                                                              |                     |
| Самохідна артилерія               | Самохідна артилерія | Самохідна артилерія | Самохідна артилерія                                                   | Самохідна артилерія |
| --------------------------------- | ------------------- | ------------------- | --------------------------------------------------------------------- | ------------------- |
| M110 (САУ)                        | 203 мм              | 60                  | Гусеничні шасі                                                        |                     |
| M109 (САУ)                        | 155 мм              | 200                 | Гусеничні шасі                                                        |                     |
| M109А4                            | 155 мм              | 350                 | Гусеничні шасі                                                        |                     |
| M109A5                            | 155 мм              | 115                 | Гусеничні шасі 48 одиниць техніки було поставлено в лютому 2010 року. |                     |
| NORINCO SH1                       | 155 мм              | ~90                 | 6х6 колісне шасі                                                      |                     |
| Реактивні системи залпового вогню |                     |                     |                                                                       |                     |
| A-100                             | 300 мм              | 52                  |                                                                       |                     |
| WS-1B                             | 400 мм              |                     | 6х6 колісне шасі                                                      |                     |
| KRL 122                           | 122 мм              |                     | 6х6 колісне шасі                                                      |                     |
| Буксована артилерія               |                     |                     |                                                                       |                     |
| M115                              | 203 мм              | 28                  |                                                                       |                     |
| Panter Howitzer                   | 155 мм              | ?                   |                                                                       |                     |
| M198                              | 155 мм              | 148                 | 119 було поставлено Пакистану 1997 року.                              |                     |
| M114                              | 155 мм              | 144                 |                                                                       |                     |
| Type 59I                          | 130 мм              | 410                 |                                                                       |                     |
| Тип 54                            | 122 мм              | 490                 |                                                                       |                     |
| Type 60                           | 122 мм              | 200                 |                                                                       |                     |
| М101                              | 105 мм              | 216                 |                                                                       |                     |
| Тип 56                            | 85 мм               | 200                 |                                                                       |                     |

### Вертольоти

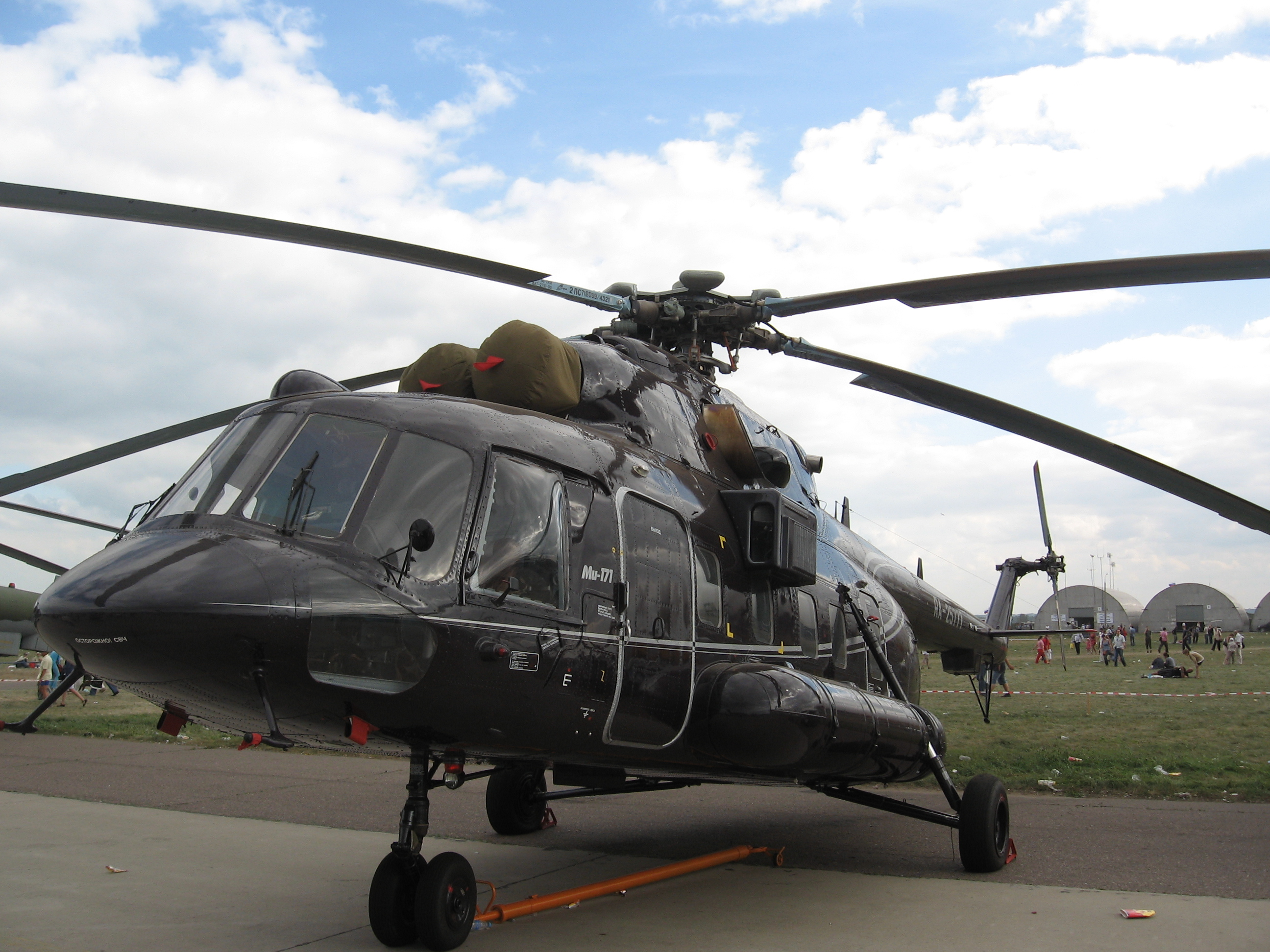
Мі-171

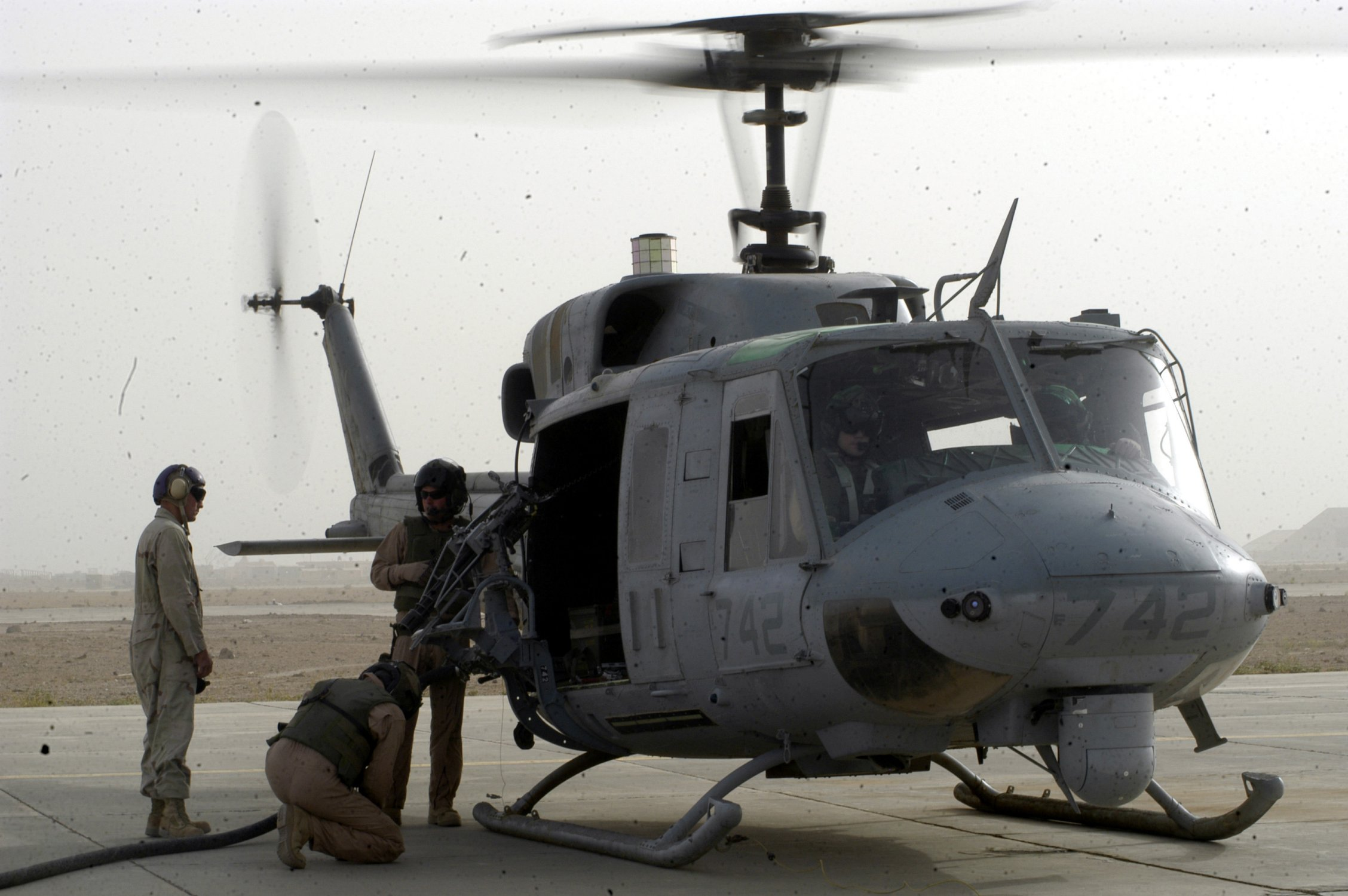
Bell UH-1 Iroquois

| Марка вертольота                        | Кількість у строю | Примітки                                             |
| --------------------------------------- | ----------------- | ---------------------------------------------------- |
| AH-1F/S Cobra                           | ~16               | Одна ескадрилья була закуплена Пакистаном 2010 року. |
| AH-1S Cobra                             | 17                |                                                      |
| AH-1F Cobra                             | 18                |                                                      |
| Aérospatiale SA.330 Puma                | 30                |                                                      |
| Мі-171                                  | 92                |                                                      |
| Bell 206                                | 10-12             |                                                      |
| Bell 407                                | 45                |                                                      |
| Bell 412                                | 26                |                                                      |
| Bell UH-1 Iroquois                      | 40                |                                                      |
| Sud-Aviation Alouette III               | 7                 |                                                      |
| Eurocopter Aérospatiale SA 315B Lama II | 15                |                                                      |

### Протиповітряна оборона
Переносні зенітно-ракетні комплекси
- Anza
- Стріла-2
- FIM-92 Stinger
- FIM-43 Redeye
- RBS 70

Пересувні зенітно-ракетні комплекси
- С-75
- RBS 23

Автоматичні зенітні гармати
- Ерлікон GDF-005
- Зенітна гармата Bofors 40 мм

## Техніка та озброєння військово-повітряних сил
Дані про техніку та озброєння ВПС Пакистану взято зі сторінки журналу Aviation Week & Space Technology.
| Тип | Виробництво       | Призначення                                                                             | Кількість     | Примітки                     |               |
| Бойові літаки | Бойові літаки     | Бойові літаки                                                                           | Бойові літаки | Бойові літаки                | Бойові літаки |
| --- | ----------------- | --------------------------------------------------------------------------------------- | ------------- | ---------------------------- | ------------- |
| Shenyang FT-5 | КНР               | навчальний винищувач                                                                    | 25            |                              |               |
| Shenyang FT-6 | КНР               | навчальний винищувач                                                                    | 8             |                              |               |
| Chengdu F-7P Chengdu F-7PG GAIC FT-7P GAIC FT-7PG | КНР               | винищувач винищувач навчальний винищувач                                                | 104 57 15 6   |                              |               |
| Chengdu JF-17 Pakistan Aeronautical Complex JF-17 | КНР Пакистан      | багатоцільовий винищувач Багатоцільовий винищувач                                       | 6 2           |                              |               |
| Dassault-Breguet Mirage III-DP Dassault-Breguet Mirage III-EP Dassault-Breguet Mirage III-O Dassault-Breguet Mirage III-OD Dassault-Breguet Mirage III-RP | Франція           | навчальний винищувач багатоцільовий винищувач навчальний винищувач розвідувальний літак | 2 18 43 7 12  | колишні австралійські літаки |               |
| Lockheed F-16A Lockheed F-16B | США               | багатоцільовий винищувач навчальний винищувач                                           | 22 13         |                              |               |
| Dassault-Breguet Mirage 5-PA Dassault-Breguet Mirage 5-DPA                                                                                                | Франція           | винищувач-бомбардувальник навчально-бойовий                                             | 2 49          |                              |               |
| Nan Chang A-5 | КНР               | штурмовик                                                                               | 40            |                              |               |
| Транспортні літаки |                   |                                                                                         |               |                              |               |
| Airbus A310-300 | Європейський Союз | транспортний літак                                                                      | 1             |                              |               |
| Airtec-Aircraft Tech Ind. CN-235 | Іспанія           | транспортний літак                                                                      | 2             |                              |               |
| Beech Baron 55 | США               | загального призначення                                                                  | 1             |                              |               |
| Boeing 707-300B Boeing 707-340C | США               | транспортний літак транспортний літак                                                   | 1 1           |                              |               |
| Cessna 560 | США               | VIP транспорт                                                                           | 1             |                              |               |
| Dassault-Breguet Falcon 20E | Франція           | VIP транспорт                                                                           | 3             |                              |               |
| Fokker F27-200 | Нідерланди        | транспортний літак                                                                      | 1             |                              |               |
| Harbin Y-12 | КНР               | транспортний літак                                                                      | 2             |                              |               |
| IPTN CN-235 | Іспанія           | транспортний літак                                                                      | 4             |                              |               |
| Lockheed C-130B Lockheed C-130E | США               | транспортний літак транспортний літак                                                   | 5 1           |                              |               |
| Lockheed L-100-20 | США               | транспортний літак                                                                      | 1             |                              |               |
| Piper PA-34 | США               | VIP транспорт                                                                           | 2             |                              |               |
| Навчальні літаки |                   |                                                                                         |               |                              |               |
| Cessna T-37B Cessna T-37C | США               | навчально-тренувальний навчально-тренувальний                                           | 7 6           |                              |               |
| HAIG/PAC K-8 | КНР Пакистан      | навчально-бойовий                                                                       | 12            |                              |               |
| Pakistan Aeronautical Complex Mushshak | Пакистан          | навчально-тренувальний                                                                  | 20            |                              |               |
| Pakistan Aeronautical Complex Super Mushshak | Пакистан          | навчально-тренувальний                                                                  | 16            |                              |               |
| Вертольоти |                   |                                                                                         |               |                              |               |
| Aerospatiale SA 316A Aerospatiale SA 316B | Франція           | багатоцільовий вертоліт багатоцільовий вертоліт                                         | 6 14          |                              |               |
| Aerospatiale SA 330J | Франція           | транспортний вертоліт                                                                   | 25            |                              |               |

## Техніка та озброєння військово-морських сил
| Тип                                                               | Номер вимпелу  | Найменування       | У складі флоту         | Стан                     | Примітки                                        |
| Підводні човни                                                    | Підводні човни | Підводні човни     | Підводні човни         | Підводні човни           | Підводні човни                                  |
| ----------------------------------------------------------------- | -------------- | ------------------ | ---------------------- | ------------------------ | ----------------------------------------------- |
| підводний човен типу «Агоста» 70                                  | S135           | PNS/М «Хашмат»     | з 19 лютого 1979 года  | в строю                  | колишня «Astrant»                               |
| підводний човен типу «Агоста» 70                                  | S136           | PNS/М «Хурмат»     | з 18 лютого 1980 року  | в строю                  | колишня «Adventurous»                           |
| підводний човен типу «Агоста» 90Б                                 | S137           | PNS/М «Халід»      | з 6 вересня 1999 року  | в строю                  |                                                 |
| підводний човен типу «Агоста» 90Б                                 | S138           | PNS/М «Саад»       | з 13 грудня 2003 року  | в строю                  |                                                 |
| підводний човен типу «Агоста» 90Б                                 | S139           | PNS/М «Хамза»      | з 26 вересня 2008 року | в строю                  |                                                 |
| Фрегати (у ВМС Пакистану класифікуються як «ескадрені міноносці») |                |                    |                        |                          |                                                 |
| фрегати типу 21                                                   | D181           | PNS «Тарік»        | немає даних            | в строю                  | колишній Велика Британія HMS «Ambuscade» (F172) |
| фрегати типу 21                                                   | D182           | PNS «Бабур»        | немає даних            | в строю                  | колишній Велика Британія HMS «Amazon» (F169)    |
| фрегати типу 21                                                   | D183           | PNS «Хайбар»       | з 1994 року            | в строю                  | колишній Велика Британія HMS «Arrow» (F173)     |
| фрегати типу 21                                                   | D184           | PNS «Бадр»         | немає даних            | в строю                  | колишній Велика Британія HMS «Alacrity» (F174)  |
| фрегати типу 21                                                   | D185           | PNS «Тіппу Султан» | немає даних            | в строю                  | колишній Велика Британія HMS «Avenger» (F185)   |
| фрегати типу 21                                                   | D186           | PNS «Шах Джахан»   | немає даних            | в строю                  | колишній Велика Британія HMS «Active» (F171)    |
| Фрегати                                                           |                |                    |                        |                          |                                                 |
| Фрегати класу F-22P                                               | F251           | PNS «Зульфікар»    | з 30 липня 2009 року   | в строю                  |                                                 |
| Фрегати класу F-22P                                               | F252           | PNS «Шамшир»       | з 23 січня 2010 року   | в строю                  |                                                 |
| Фрегати класу F-22P                                               | F253           | PNS «Саїф»         | немає даних            | на ходових випробуваннях |                                                 |
| Фрегати класу F-22P                                               | F254           | немає даних        | немає даних            | будується                |                                                 |
| Мисливці за мінами                                                |                |                    |                        |                          |                                                 |
| мисливець за мінами типу «Tripartite»                             | M166           | PNS «Мунсіф»       | з 26 жовтня 1992 року  | в строю                  | колишній Франція «Sagittaire» (M650)            |
| мисливець за мінами типу «Tripartite»                             | M167           | PNS «Мухафіз»      | з 18 вересня 1996 року | в строю                  |                                                 |
| мисливець за мінами «Tripartite»                                  | M168           | PNS «Муджахід»     | з 9 липня 1998 року    | в строю                  |                                                 |
| Ракетне озброєння                                                 |                |                    |                        |                          |                                                 |
| Балістична ракета                                                 | Zulfiquar      | «SMASH»            | з 2024 року            | немає даних              | на випробуваннях                                |

## Техніка та озброєння берегової охорони
Бойовий склад:
- Есмінець
  - MSS NAZIM[68] — флагман пакистанського флоту.
- Корвети (все були збудовані у Китаї)
  - MSS VEHDAT
  - MSS NUSRAT
  - MSS REHMAT
  - MSS BARKAT
- Патрульні катери
  - MSS SADAQAT
  - MSS RAFAQAT
  - MSS SABQAT
- Літаки
  - 4 Britten-Norman Defender

## Міжнародне співробітництво
Пакистанські збройні сили зробили найбільший за чисельністю військовослужбовців внесок до миротворчих місій ООН. Понад 10 000 пакистанських військовослужбовців були відряджені до гарячих точок у всьому світі.

### Участь збройних сил Пакистану в миротворчих місіях ООН
В таблиці подано колишні та нинішні дислокації Пакистанських збройних сил з підтримки миру в місіях ООН.
| Дата                           | Місце дислокації      | Місія |
| ------------------------------ | --------------------- | --- |
| З серпня 1960 до травня 1964   | Конго                 | Пакистанські війська були частиною операцій ООН в Конго (ОНУК). Їхня місія полягала в забезпеченні прикриття виведення бельгійських колоніальних військ і допомога у здійсненні плавного переходу Конго на самоврядування. |
| З жовтня 1962 до квітня 1963   | Західна Нова Гвінея   | Понад 600 пакистанських військовослужбовців були частиною контингенту ООН, який було розгорнуто з метою забезпечення плавного виведення голландських колоніальних військ із Західної Нової Гвінеї, після якого уряд Індонезії взяв цей регіон під свій контроль. |
| Березень 1991                  | Кувейт                | Після війни у Перській затоці Пакистанський інженерний корпус здійснював відновлення інфраструктури на кувейтському острові Бубіян, який розташований на північ від столиці Кувейту. |
| З березня 1992 до березня 1996 | Боснія та Герцеговина | Пакистан виділив два батальйони сухопутних військ для забезпечення безпеки й захисту різних агентств ООН, організацій та співробітників, що там працюють, а також надав гуманітарну допомогу й медичне обслуговування для місцевого населення. |
| З квітня 1992 до березня 1995  | Сомалі                | Пакистан виділив понад 7200 військовослужбоців для гуманітарної місії ООН в Сомалі. Вони активно брали участь у підтримці миру, наданні гуманітарної допомоги населенню в регіоні, брали участь у сутичках з бойовиками. 39 пакистанських миротворців загинули в боях із сомалійськими повстанцями. Пакистанські миротворці також відіграли важливу роль у порятунку військовослужбовців США, коли ті потрапили в оточення бойовиків під час Битви в Могадишо. |
| З травня 1996 до серпня 1997   | Словенія              | Пакистан відрядив 1000 військовослужбовців сухопутних військ у розпорядження Тимчасової адміністрації ООН у Східній Словенії. Вони забезпечували безпеку й не допускали подальших бойових дій між сербами та хорватами. |
| 2003 рік                       | Гаїті                 | Солдати збройних сил Пакистану брали участь у даній місії ООН. |
| З січня 2001 до січня 2004     | Східний Тимор         | Пакистан відрядив 2-тисячний контингент військ, до якого увійшов інженерний батальйон. Цей підрозділ допомагав уряду Східного Тимора розмінувати територію після громадянської війни. |
| З червня 2003 до грудня 2004   | Сьєрра-Леоне          | 1500 солдат збройних сил Пакистану брали участь в місії ООН. |
| З січня 2005 до грудня 2006    | Бурунді               | 2000 солдат збройних сил Пакистану брали участь в місії ООН. |
| З травня 2006 донині           | Ліберія               | 1600 солдат збройних сил Пакистану беруть участь в місії ООН. |

## Галерея

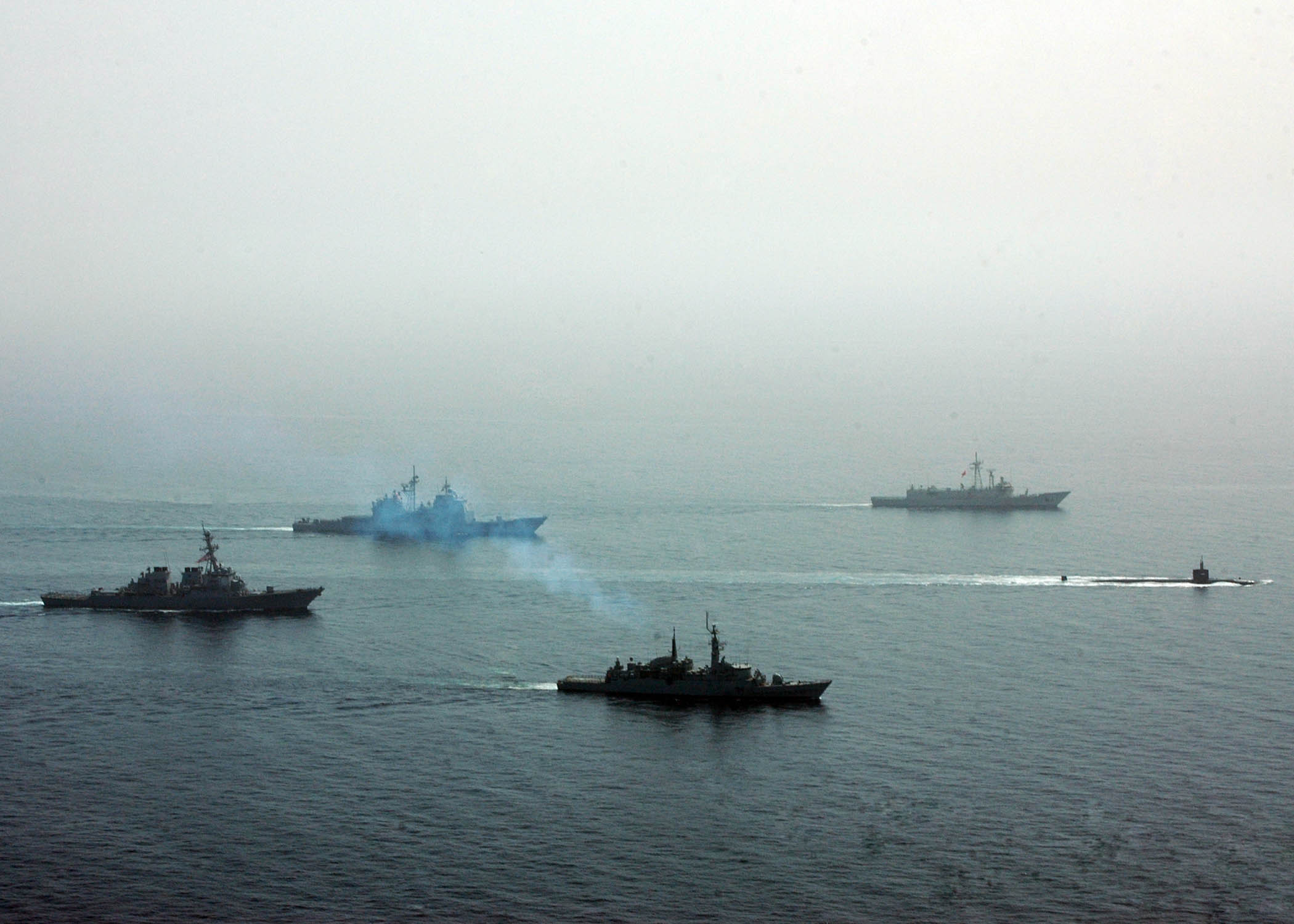
Військово-морський флот Пакистану
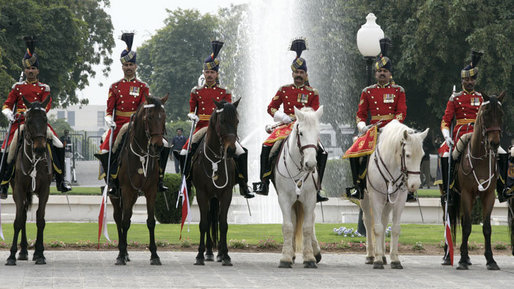
Кавалерійська Гвардія
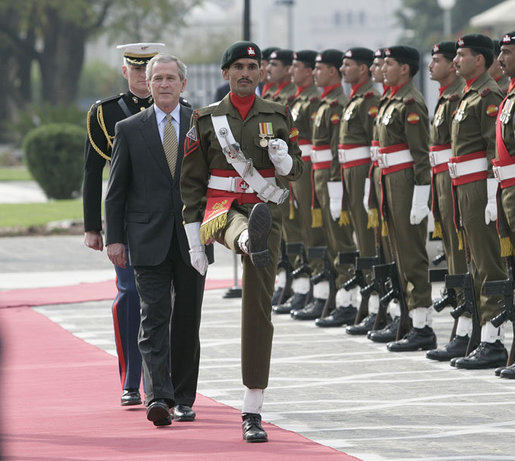
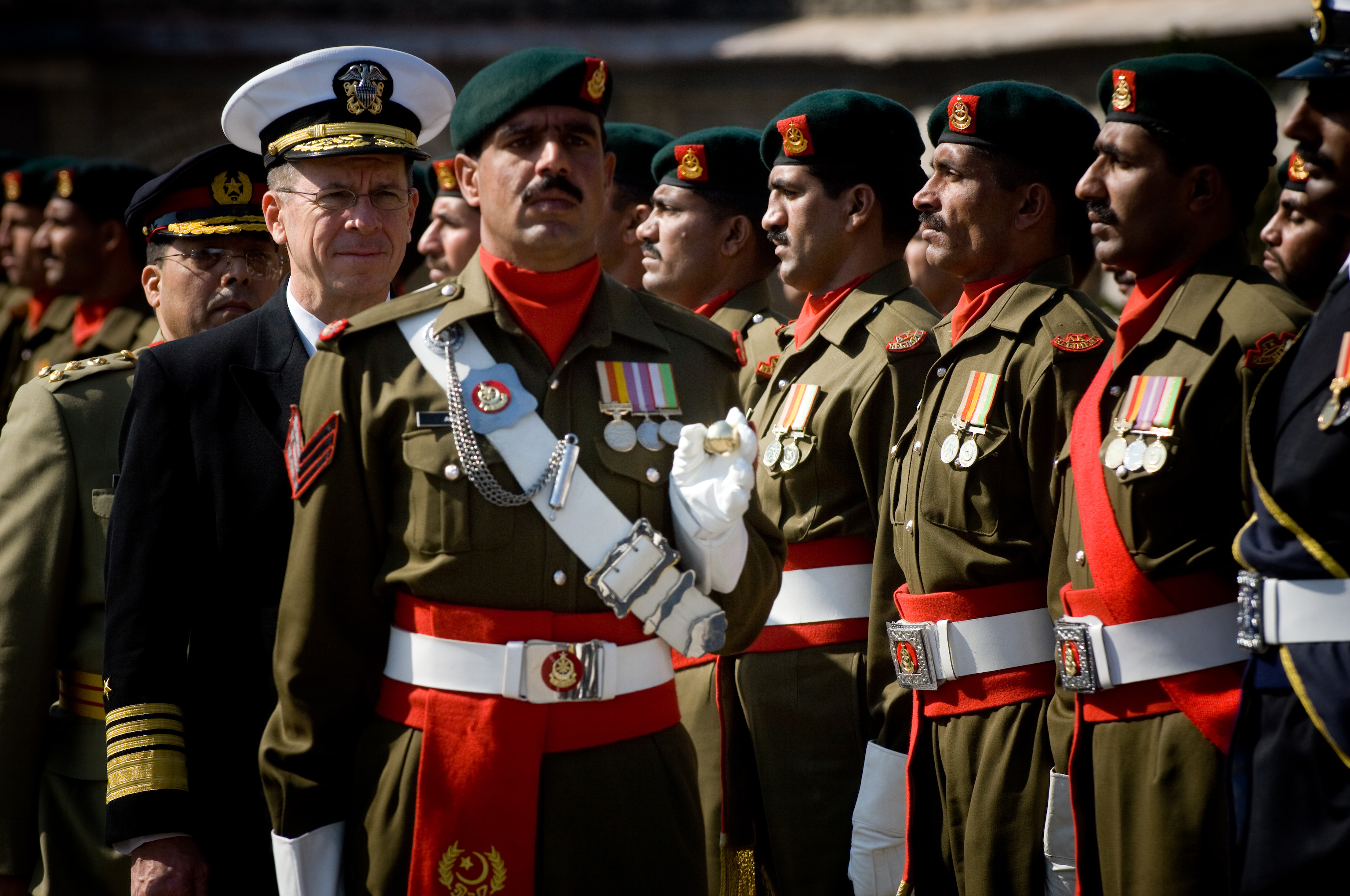
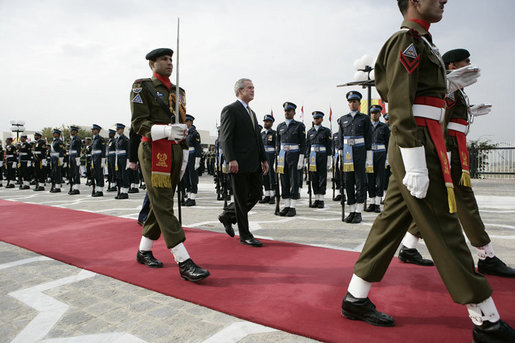
Пакистанський солдат
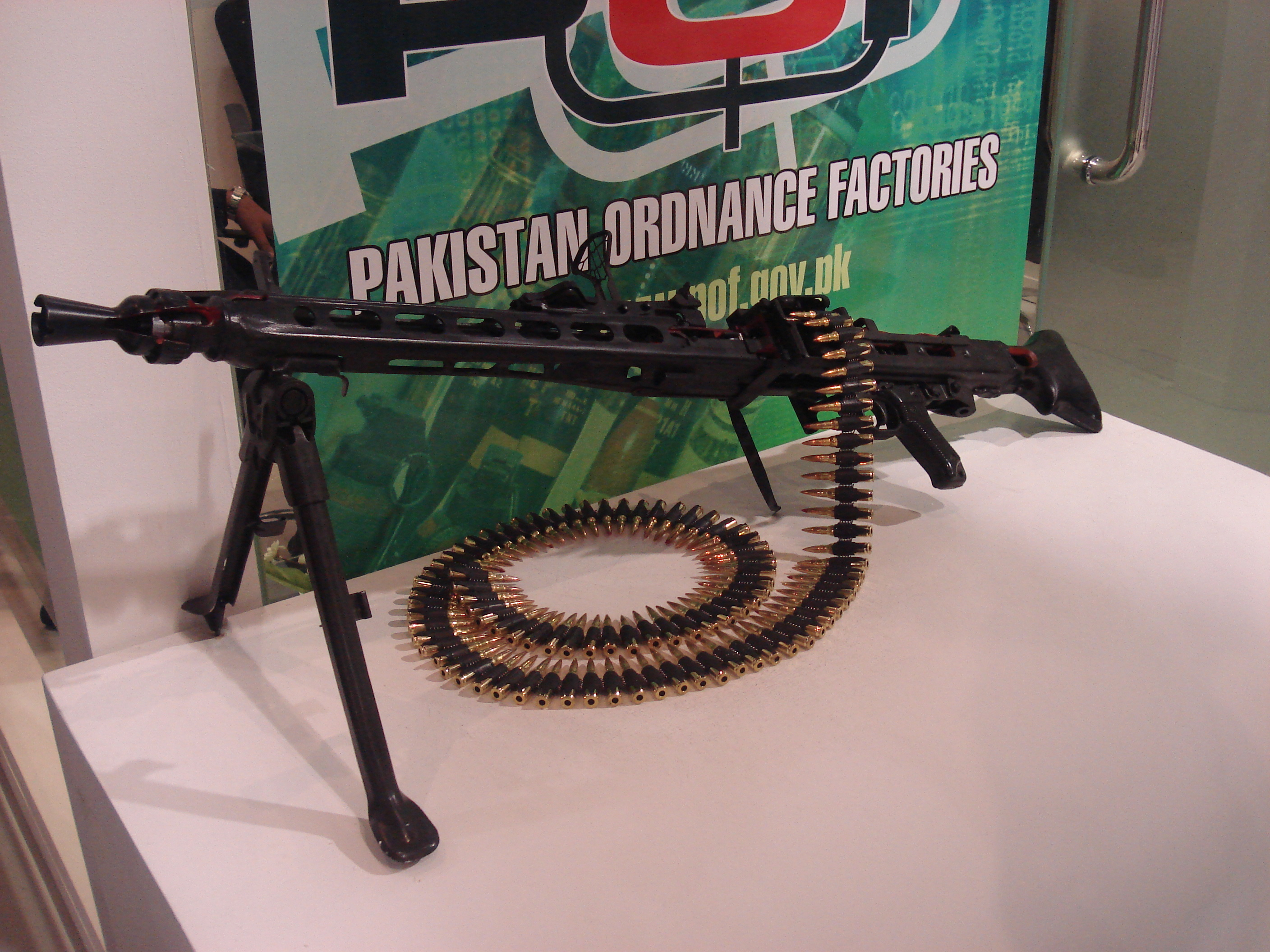
Пакистанська версія MG3
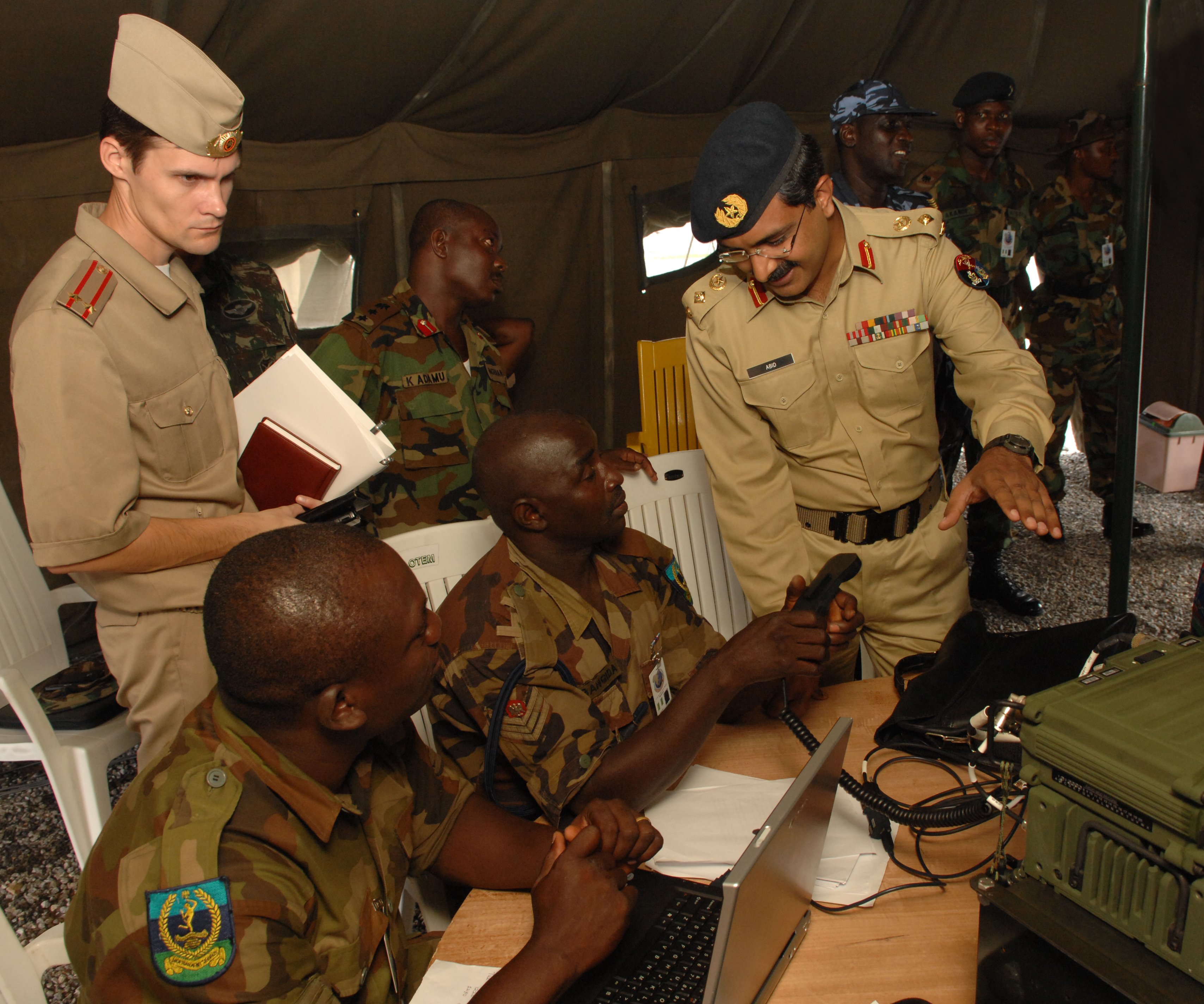
Офіцери Росії та Пакистану в Нігерії